# 베이퍼 록
베이퍼 록(영어: vapor lock) 현상은 액체가 가열되어 생긴 거품으로 인해, 액체의 유동이나 압력의 전달이 저해되는 현상이다. 대표적인 예로, 자동차의 풋 브레이크의 액압 계통 내부의 브레이크 오일(브레이크액)이 과열로 인해 기화함으로서, 브레이크를 밟아도 기포가 압력을 흡수해 제동력이 현저하게 떨어지는 현상이 있다.